# یواس‌اس باناک (ای‌تی‌اف-۸۱)
یواس‌اس باناک (ای‌تی‌اف-۸۱) (به انگلیسی: USS Bannock (ATF-81)) یک کشتی است که طول آن ۲۰۵ فوت (۶۲ متر) می‌باشد. این کشتی در سال ۱۹۴۳ ساخته شد.